# Tumulus d'Otrange
Le tumulus d'Otrange est un tumulus situé à Otrange dans la commune belge d'Oreye en province de Liège. 
Le site est repris sur la liste du patrimoine immobilier classé d'Oreye depuis le 26 mai 1975.

## Localisation
Ce tumulus se situe entre les localités hesbignonnes d'Otrange et Oreye, au carrefour de la route nationale 69 qui était l'ancienne chaussée romaine reliant Bavay à Cologne et de la rue Saint-Éloi.

## Description
Contrairement à la plupart des tumuli, celui d'Otrange épouse davantage le relief environnant. Il est surmonté par une petite chapelle blanche dédiée à Saint Éloi et datée de 1830.

## Galerie

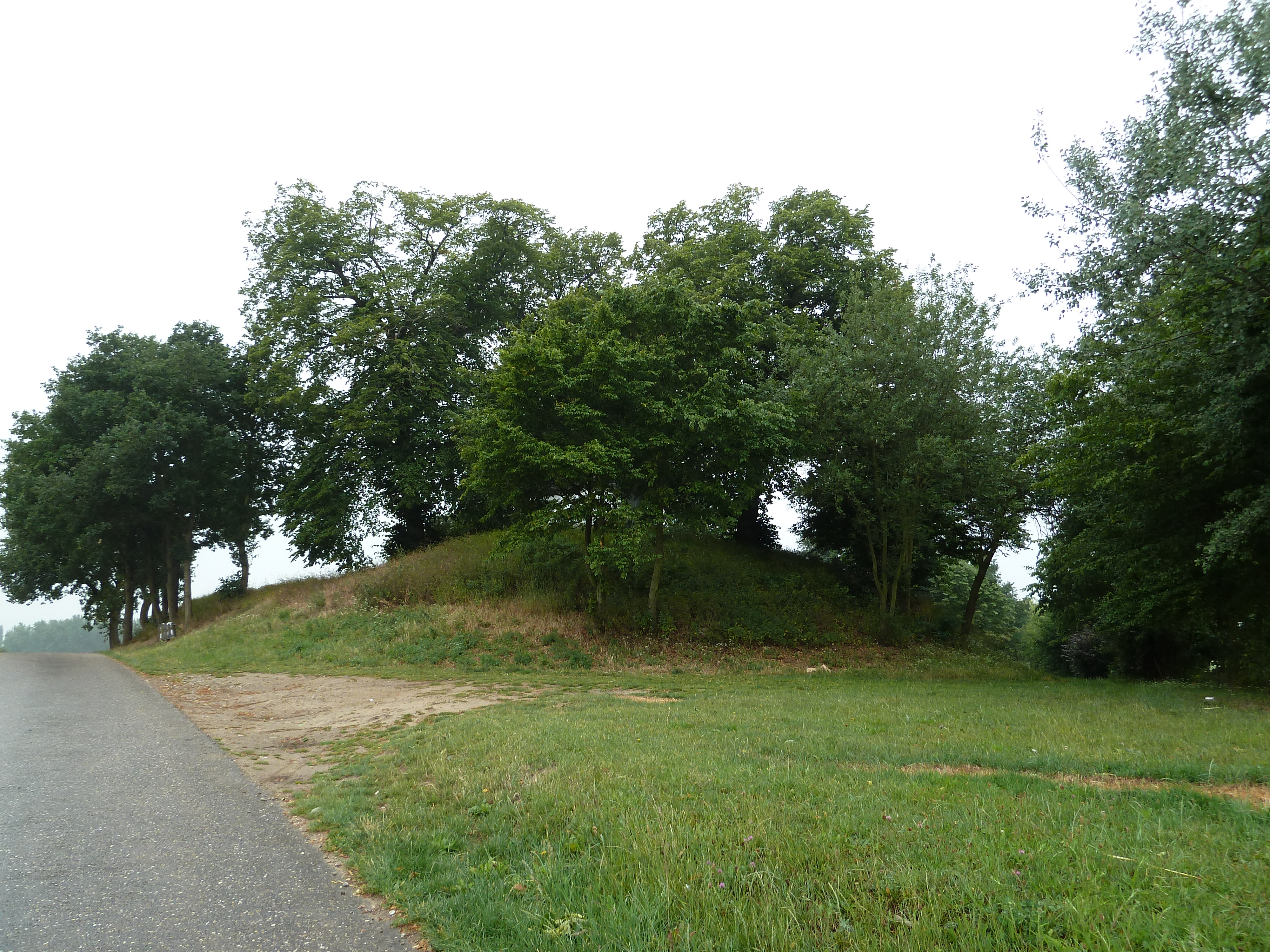
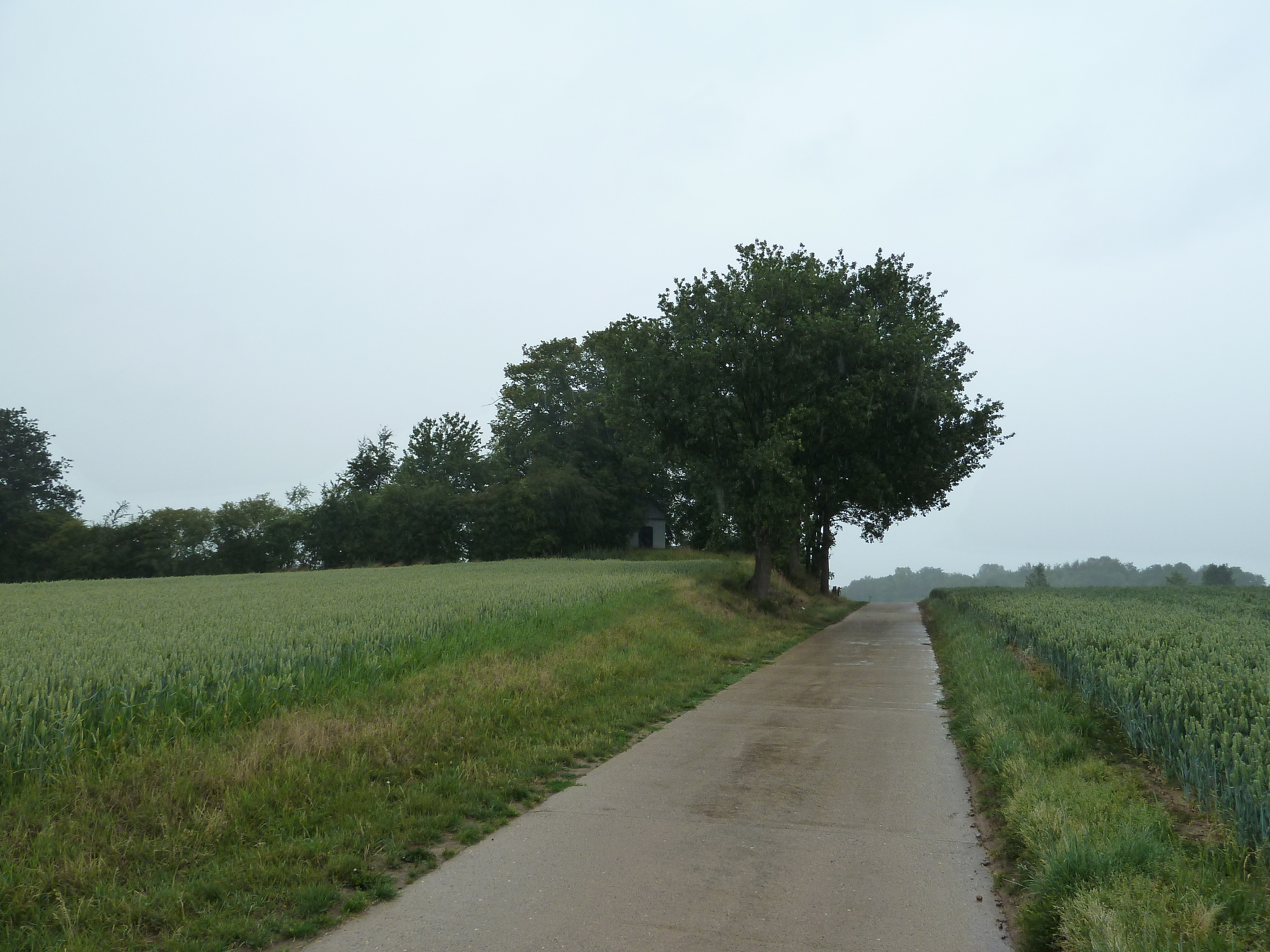
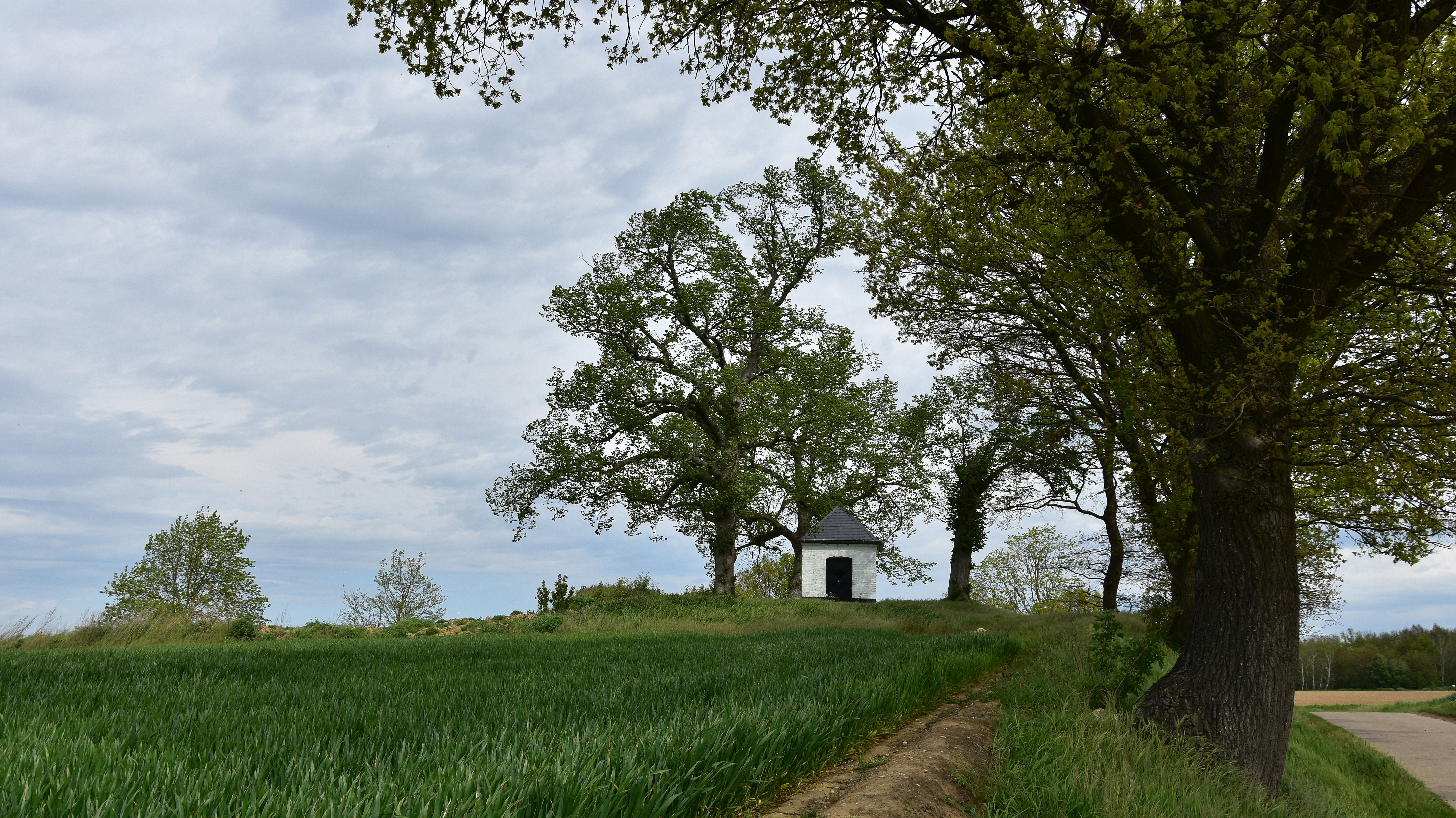
Tumulus d'Otrange avec chapelle Saint-Éloi